# Рахими, Мехди
Мехди Рахими (перс. مهدی رحیمی‎; 1921, Тегеран — 15 февраля 1979, Тегеран) — иранский генерал, военный комендант и начальник полиции Тегерана в последние недели шахского режима. Отличался неуклонной верностью шаху Мохаммеду Реза Пехлеви, упорно сопротивлялся Исламской революции. После победы исламских фундаменталистов казнён по приговору революционного трибунала.

## Шахский генерал
Ранние годы и подробности военной службы Мехди Рахими в открытых источниках не отражены. Известно, что он происходил из семьи военного, служил в сухопутных войсках и полиции. Был заместителем командующего шахской гвардией генерала Парвиза Амини-Ашфара и начальником полиции Тегерана. Принадлежал к военной элите Шаханшахского Государства Иран. Имел звание генерал-лейтенанта.

## Комендант столицы
В 1978 началась Исламская революция в Иране. Как начальник тегеранской полиции, генерал Мехди Рахими был одним из руководителей разгонов и расстрелов революционных демонстраций. При этом он, по имеющимся свидетельствам, не вполне понимал масштаб событий, называя происходящее «какими-то проблемами в городе».
В январе 1979, когда шах Мохаммед Реза Пехлеви был вынужден покинуть Иран, генерал Рахими сменил генерала Овейси на посту военного коменданта Тегерана, совместив эту должность с функциями начальника полиции. Под его командованием оказались силовые структуры столицы. Полная ответственность за попытки подавления революции возлагалась теперь на него. Своими приказами Рахими вводил режим ЧП, устанавливал комендантский час, санкционировал огонь на поражение. При этом Рахими был крайне деморализован отъездом шаха, считал всё потерянным и обвинял в измене генералов Карабаги, Фардуста и Могадама.

## Казнь в революцию
11 февраля 1979 Исламская революция одержала победу. К власти пришли исламисты-теократы во главе с аятоллой Хомейни. Генерал Рахими был схвачен группой революционной молодёжи во время одинокой прогулки по площади Сепах, избит и передан в распоряжение революционного трибунала под председательством Садека Хальхали.
Заседание трибунала состоялось 15 февраля 1979 в здании тегеранской Школы Рефах, где расположилась временная штаб-квартира Хомейни. В едином рассмотрении проходили дела шахских генералов Мехди Рахими (военный комендант и начальник полиции Тегерана), Манучехра Хосроудада (командование ВВС), Нематоллы Насири (бывший директор САВАК) и Резы Наджи (военный губернатор остана Исфахан). Обвинения носили сугубо политический характер: «враги революции», «враги праведного порядка», «убийцы иранского народа», «распространители порчи на Земле», «приспешники шаха и Запада». Рахими обвинялся также в приказах стрелять по демонстрантам. Возможности защищаться обвиняемым не предоставлялось.
Допрашивал Мехди Рахими вице-премьер революционного правительства Ибрагим Язди. На вопрос, почему он не перешёл на сторону революции, генерал Рахими ответил, что приносил присягу шаху. На вопрос, кому он теперь подчиняется, последовал ответ: «Его величеству шаху». Солдатскую стрельбу по демонстрантам он характеризовал как ответный огонь, вести который вынуждала «молодёжь, чересчур подверженная своей идеологии». Своей задачей называл «защиту людей от убийств, совершаемых боевиками-диверсантами». Подчёркивал, что «иранская армия всегда была едина с народом и не мыслит себя иной».
По имеющимся данным, Рахими был подвергнут жестоким пыткам, но держался твёрдо и смело. Устойчиво распространён слух об ударе, который Рахими нанёс Язди — за что в ответ вице-премьер полоснул его ножом по руке. Ибрагим Язди категорически это опровергал, утверждая, будто старался избавить генералов от казни.
Все четверо были приговорены к смертной казни и поздно вечером расстреляны на крыше Школы Рефах. Они стали первыми репрессированными теократией исламской республики. Последними словами Мехди Рахими был возглас: «Да здравствует шах!»
Достоинство, с которым Мехди Рахими встретил свою смерть, создало ему репутацию «храбрейшего из генералов». Поведению Рахими отдал должное аятолла Хомейни, ставивший его в пример: «Если умирать, то так, как он».

## Личная жизнь
Мехди Рахими был дважды женат. Первый брак с француженкой продлился сравнительно недолго. Второй его женой была Маниже Хутути, дочь военного, сестра жены Хосейна Фатеми, министра иностранных дел в левом правительстве Мосаддыка, свергнутого при участии Рахими. Супруги познакомились в 1968, когда Маниже пришла в столичную полицию с заявлением о дорожном инциденте. После гибели мужа вдова смогла эмигрировать, проживает в Париже, в контактах с прессой поддерживает память генерала Рахими.
Мехди Рахими профессионально занимался спортом, был президентом иранской Федерации борьбы. Увлекался традиционной персидской музыкой. Знавшие Рахими люди усматривали в его характере черты суфийского дервиша.
Похоронен Мехди Рахими на кладбище Бехеште-Захра.